# Slag bij Myonessus
De Slag bij Myonessus was een zeeslag in 190 v.Chr. tijdens de Romeins-Seleucidische Oorlog. Een Seleucidische vloot onder leiding van Polyxenidas stond tegenover een Romeins-Rhodische vloot. De Romeinen en hun bondgenoten kwamen als winnaar uit de strijd.

## Verloop
Het verslag van Appianus:

Niet lang daarna vochten Polyxenidas en de Romeinen een zeeslag bij Myonessus, waarbij de eerste negentig overdekte schepen had, en Regillus, de Romeinse admiraal, 83, waarvan 25 van Rhodos kwamen. Die laatste werden door hun commandant, Eudorus, op de linkerflank geplaatst. Omdat hij zag dat Polyxenidas' andere vleugel die van de Romeinen overvleugelde, en omdat hij vreesde dat deze omsingeld zou worden, zeilde hij snel daarrond met zijn snelle schepen en ervaren roeiers, en bracht hij eerst tegen Polyxenidas zijn vuurschepen, die vlammen naar alle kanten stuurden. De schepen van Polyxenidas durfden niet hun aanvallers aan te vallen door het vuur, maar, door rond en rond te varen, probeerden uit de buurt te blijven, legden zo veel afstand af, en konden nu gemakkelijk geramd worden achter de boeg. Toen trof een Rhodisch schip een Sidonisch, en omdat de klap zwaar was, kwam het anker van de laatste los en raakte vast in de eerste, waardoor ze samengebonden werden. Aangezien de twee schepen niet meer konden bewegen werd het gevecht tussen de bemanning als een gevecht op land. Als vele anderen zich haastten om hen te helpen, werd het gevecht aan beide zijden versterkt, en de Romeinse schepen braken door de Antiochische slaglinie, die daardoor open lag, en ze omsingelden de vijand voor ze het wisten. Toen ze dit ontdekten kwam er een vlucht en een achtervolging. Negenentwintig van de Antiochische schepen gingen verloren, waarvan dertien samen met hun bemanning veroverd werd. De Romeinen verloren slechts twee schepen. Polyxenidas veroverde het Rhodische schip en bracht het naar Efeze.
— Appianus, Syriaka, V, 27 (vertaling van een Engelse vertaling)